# Elfrather Mühle
Die Elfrather Mühle ist eine Turmwindmühle nahe dem Haus Traar in Krefeld. Der Name der Mühle entstammt dem Elfrathshof, zu welchem die Mühle gehörte und nach dem auch der später entstandene Stadtteil Elfrath benannt ist. Sie ist neben der Egelsbergmühle die zweite im Stadtteil Traar.

## Technik und Gebäude
Bei der Mühle, die die größte im Krefelder Stadtgebiet ist, handelt es sich um eine Turmwindmühle, welche auf einem aus Backstein gemauerten Sockelring steht. Zur Mühle gehören ein eingeschossiges Wohnhaus und Wirtschaftsgebäude. Die Fassade der Mühle ist derb verputzt (geschlämmt) und weiß getüncht.
Die Mühle diente dem Mahlen von Mehl aus Getreide.

## Geschichte und heutiger Zustand

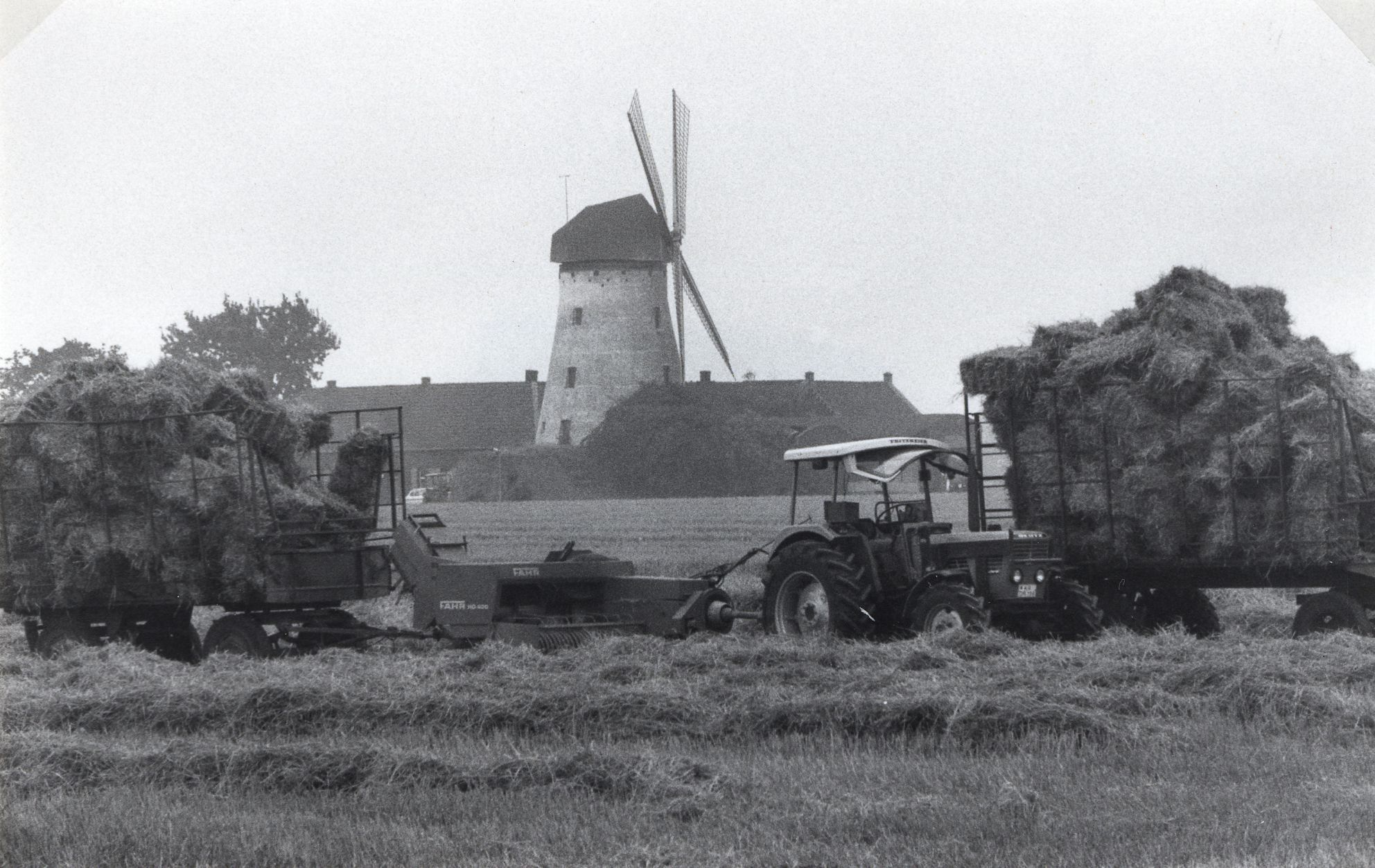
Elfrather Mühle (1982)

Die Mühle wurde 1823 vom Müller Benjamin Schmitz aus Vennikel gebaut.
Als Mühle wurde sie noch bis in die 1930er Jahre benutzt und stand dann zunächst einige Zeit funktionsunfähig still. Mit finanziellen Mitteln der Stadt Krefeld wurde die Mühle wieder in Stand gesetzt jedoch nur kurze Zeit bis 1941 wieder betrieben. Im Zweiten Weltkrieg wurde das nähere Umfeld der Mühle bei Luftangriffen der Alliierten mehrmals getroffen und das Gebäude schwer beschädigt. Das Flügelwerk wurde komplett zerstört und erst 1969 und ein weiteres Mal 1982 erneuert. Heute ist die Mühle zwar in einem funktionsfähigen Zustand, wird jedoch nicht betrieben, sondern als Clubhaus eines umliegenden Golfclubs verwendet und beherbergt ein Restaurant.